# Церковь Димитрия Солунского (Дмитровский Погост)
Церковь Великомученика Димитрия Солунского — православный храм в селе Дмитровский Погост городского округа Шатура Московской области. Входит в состав Шатурского благочиния Балашихинской епархии Русской православной церкви.

## История
В писцовых книгах Владимирского уезда 1637—1648 гг. упоминается деревянная церковь Дмитрия Селунского.
В 1853 году началось строительство новой каменной церкви вместо обветшавшей деревянной.
26 октября 1864 года церковь освящена наместником Радовицкого монастыря архимандритом Владимиром.
В 1874 году построена колокольня, соединённая с церковью крытой папертью.
По данным 1890 года в состав прихода, кроме села, входили деревни Коробовская, Серовская (Наумовская), Бундово, Кашниково, Надеино, Михайловская, Пестовская, Епихино, Перенинская, Широкая, Ананьинская, Ершовская, Волосунино, Гарино, Вальковская, Митинская, Микшево, Кузьмино, Беловская, Денисьево, Фёдоровская, Ширяево, Петряиха, Ивановская, Бекетовская, Емино, Губино, Марковская, Федеевская, Дубнино, Пырявинская, Мишурово и Русановская.
В 1937 году Димитриевскую церковь закрыли и устроили в ней склад. Была снесена колокольня. После Великой Отечественной войны храм снова вернули верующим. Однако, в 1959 году храм закрыли во время Хрущёвской антирелигиозной кампании, в церковном здании устроили сельский Дом культуры.
С 1989 года Дмитриевский храм снова действует.